# 카운터테너
카운터테너(영어: countertenor)는 여자 음역인 콘트랄토나 메조 소프라노 음역을 노래하는 남자 성악가를 말한다. 카스트라토와는 다르다.

## 정의
변성기를 거친 후에도 훈련된 가성으로 높은 음역을 구사한다. 그래서 다른 말로는 팔세티스트(이탈리아어: Falsettista, 영어: Falsettist)라고도 한다. 그러나 카운터테너란 말의 뜻이 모호하기 때문에 메일 소프라노(영어: Male soprano)라고 하거나 메일 알토(영어: Male alto) 라고도 한다.

## 생성
본래 카운터테너라는 용어는 14세기 다성 음악에서 나왔다. 그전까지 단선율이던 음역이 2성부로 발전하면서 '테너'라고 불리던 아래 음역에 비해 위 음역을 부르던 콘트라테노르(라틴어: Contra Tenor)에서 유래했다.
또한 카운터 테너는 본래 중세 이후 여성의 목소리를 억압하던 과거 역사가 빚어낸 '비극'의 산물이기도 하다. 비발디, 헨델 등 바로크 오페라 붐에 힘입어 17~18세기 오페라의 주역으로 스타덤에 올랐던 카스트라토(Castrato)가 19세기 초 법적으로 금지 되면서 이들 대신 카운터 테너가 인기를 얻기 시작했다.
카스트라토가 거세라는 신체적 변화를 통해 사춘기 전의 음성을 유지한다면 카운터 테너는 사춘기 이후 가성을 훈련해 알토의 음역을 노래한다.
높은 음을 낼 수 있는 비결은 팔세토(이탈리아어: falsetto)(가성) 창법이다. 팔세토는 목에 힘이 들어가지 않는 소리로 호흡으로 받쳐서 소리를 머리로 띄워올린다(이것을 두성(頭聲)이라고 한다).

## 카운터테너
19세기 말까지 여성의 출입을 금했던 유럽 교회에서 알토 파트를 담당하던 카운터테너는 20세기 들어서 사라지는 듯했으나 2차 세계 대전 이후 '작곡 당시의 연주 양식을 되살린다'는 원전 연주가 유행되면서 유럽을 중심으로 부흥기를 맞았다
- 데이비드 다니엘스
- 알프레드 델러
- 프랑코 파지올리
- 데릭 리 레이진
- 도미니크 비스
- 메라 요시카즈
- 제임스 보우만
- 안드레아스 숄
- 브라이언 아사와
- 르네 야콥스
- 마이클 챈스
- 김세진
- 문지훈
- 정세훈
- 이동규
- 이희상
- 오스틴 킴(콘트랄토)
- 루이스 초이
- 정민호
- 최성훈